# Пищаев, Геннадий Михайлович
Генна́дий Миха́йлович Пища́ев (род. 30 июля 1927 года, село Зирган, Башкирская АССР, СССР) — советский камерный певец, лирический тенор-альтино. Заслуженный артист РСФСР.

## Биография
Родился без правой руки в селе Зирган Мелеузовского района, Башкирской АССР. Его брат Павел Пищаев — почётный гражданин города Салавата, директор завода серной кислоты и катализаторов Салаватского нефтехимического комбината. Дед же был обычным кузнецом. В семье очень любили петь, отец хорошо играл на гармони, хорошим певцом считался брат его отца.
Подростком Гена любил рисовать, петь на природе, плавать — переплывал Белую возле Ишимбаева. А пел он только тогда, когда уходил на природу. В классе, когда начинали петь, Гена насвистывал или молчал.
До 1940 года семья Пищаевых жила в поселке Ишимбаево. Потом семья переехала в Мурманск, где их застала Великая Отечественная война, во время которой они эвакуировались обратно на родину.
После школы Геннадий Михайлович пел в художественной самодеятельности, выступал в Ишимбае на Республиканском песенном конкурсе. На песенном конкурсе в Уфе занял первое место. Учился в Уфе в Башкирском музыкальном училище (1945—1948 годы, педагог А. Чернов-Шер). Во время учёбы Г. Пищаева в училище скончался его педагог А. Чернов-Шер, и Геннадий Михайлович, не закончив учебное заведение, уехал в Москву поступать в консерваторию.
В 1953 году окончил Московскую консерваторию и в том же году стал солистом Московской филармонии. Его педагогом был Юдин С. П..
Активно занимался концертной деятельностью. Исполнял арии из опер, романсы, народные песни. В 1963—64 годах исполнил все романсы П. И. Чайковского (всего провёл цикл из четырёх концертов, повторив исполнение в 1965, 1971, 1975 годах). В репертуар певца входили романсы М. И. Глинки, С. В. Рахманинова, вокальные циклы Г. Малера, М. де Фалья, Ф. Шуберта, Р. Шумана, Л. Бетховена, народные песни, а также произведения советских композиторов.
Арии из опер, романсы, народные песни в исполнении Геннадия Михайловича с 50-х годов XX века звучат на радио и телевидении.
Член Союза театральных деятелей (1963). В 1965 году получил звание Заслуженного артиста РСФСР.
Работал в Башкирском театре оперы и балета (Уфа), в котором исполнил партию Ленского в опере «Евгений Онегин» (1966).
Работал в Ленинградском Малом театре оперы и балета, в котором также исполнил партию Ленского (1968).
С 1980 года преподавал на вокальном факультете ГИТИСа. 
В 1988 году пел в Большом театре партию Звездочёта в опере Римского-Корсакова «Золотой петушок». В фильме «Зеркало для героя» Геннадий Пищаев исполнял серенаду Смита из оперы Бизе «Пертская красавица».
Много гастролировал по городам СССР и за рубежом (Австрия, Венгрия, Германия, Румыния, Финляндия). Выступал с народными артистами СССР П. Г. Лисицианом, С. А. Самосудом, Е. Ф. Светлановым, Народным артистом Республики Болгарии Д. Узуновым.
Проживает в Москве. О своей жизни и творчестве, работе педагогом в 2009 году рассказал в программе Владимира Молчанова «Рандеву с дилетантом».

## Репертуар
…Научить нельзя пению — научиться можно. А для того, чтобы научиться, надо иметь огромное желание и помогать тому, что в тебе заложено. А это то, в чём ты хочешь себя выразить.
- Азра, романс (А. Рубинштейн — Г. Гейне/П. Чайковский)
- Ария Надира (Ж. Бизе, опера «Искатели жемчуга»)
- Весенняя песня (Г. Вольф)
- Высока волна на Волге (Б. Терентьев — А. Жаров)
- Жаворонок, романс (М. Глинка — Н. Кукольник)
- Желание (Ц. Кюи — А. Пушкин)
- Зачем (П. Чайковский — Л. Мей)
- Звезда моих полей (Н. Богословский — Л. Давидович и В. Драгунский)
- К цитре (М. Глинка)
- Коробейники (Я. Пригожий — Н. Некрасов)
- Мальчик и пчела (Г. Вольф — Э. Мёрике)
- Милая, чудесная (С. Потоцкий)
- Не пой, красавица при мне, романс (С. Рахманинов — А. Пушкин)
- Нимфа (Н. Римский-Корсаков — А. Майков)
- Пимпинелла (П. Чайковский)
- Пой (Р. Штраус — К. Генкель)
- Редеет облаков летучая гряда (Н. Римский-Корсаков — А. Пушкин)
- С тобою мне побыть хотелось (А. Гречанинов — А. Плещеев)
- Серенада (Р. Штраус — А. Шакк)
- Серенада Смита (Ж. Бизе, опера «Пертская красавица»)[6]
- Сожжённое письмо (Ц. Кюи — А. Пушкин)
- Степью я иду унылою (А. Гречанинов — А. Плещеев)
- Тайная любовь (Э. Григ — Б. Бьёрнсон)
- Я здесь, Инезилья (М. Глинка — А. Пушкин)
- Я помню чудное мгновенье (М. Глинка — А. Пушкин)

## Дискография
- Чайковский, П. И. (1840—1893). Шестнадцать песен для детей, соч. 54 [Звукозапись] / П. И. Чайковский, стихи А. Н. Плещеева, К. С. Аксакова; исполн. : Г. Пищаев (тенор), А. Бахчиев (ф-но). — М. : Мелодия, 1980. — 1 грп. [ГОСТ 5289—73] (52 мин.) : 33 об/мин, стерео. — С10—13487—8. — (П. Чайковский : Полн. собр. соч. в грамзаписи. Часть 3, комплект 3, пласт. 7).

## Награды
- Дипломант Всемирного фестиваля молодёжи и студентов (Бухарест, 1953).
- Орден Дружбы (17 июня 1999)[7]